# Whymperia tricolor
Whymperia tricolor är en stekelart som beskrevs av Henry Keith Townes, Jr. 1962. Whymperia tricolor ingår i släktet Whymperia och familjen brokparasitsteklar. Inga underarter finns listade i Catalogue of Life.